# Hugo Lepnurm

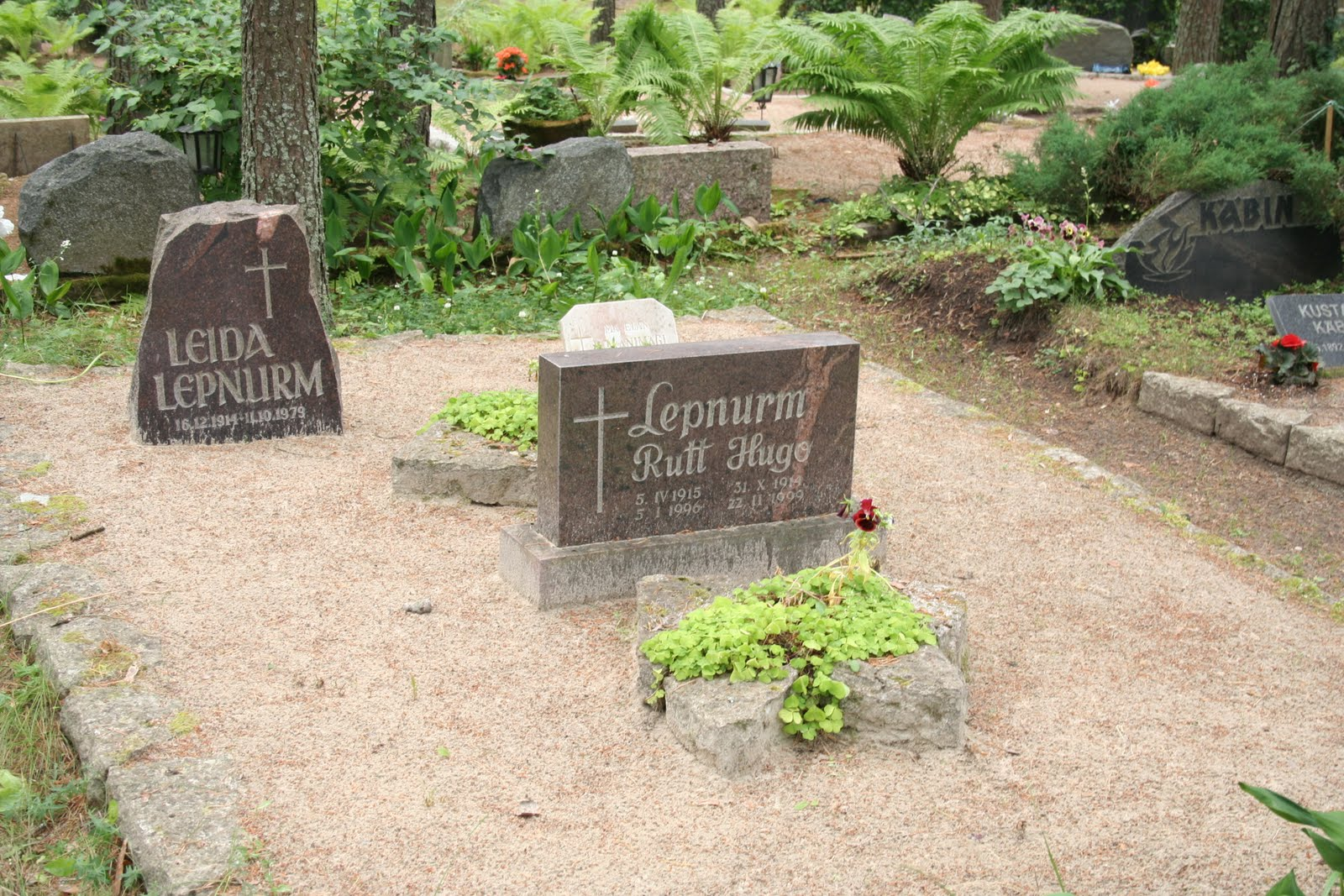
Das Grab von Hugo Lepnurme auf dem Friedhof von Pärnamäe

Hugo Lepnurm (* 31. Oktober 1914 in Tsitre, heute Landgemeinde Kuusalu, Kreis Harju, Estland; † 15. Februar 1999 in Tallinn) war ein estnischer Komponist und Organist.

## Leben und Werk
Hugo Lepnurm wurde im Dorf Tsitre (deutsch Zitter) in der damaligen Gemeinde Kolga (Kolk) in Nordestland geboren. Lepnurm schloss 1933 das Studium im Fach Orgel am Tallinner Konservatorium (heute Musik- und Theaterakademie) bei Artur Kapp ab. Von 1932 bis 1934 studierte er auch Komposition.
Lepnurm verbrachte die Jahre 1938/39 in Paris bei den französischen Komponisten Joseph Gilles und Marcel Dupré. Von 1936 bis 1942 war Lepnurm Lehrkraft am Tallinner Konservatorium, von 1944 bis 1950 am Staatlichen Tallinner Konservatorium. Ab 1945 bekleidete er den Titel eines Professors. Lepnurm unterrichtete vor allem die Fächer Orgel, Musiktheorie und Musikgeschichte. Daneben lehrte er auch am Theologischen Institut der Estnischen Evangelisch-Lutherische Kirche. Dies missfiel den sowjetischen Machthabern Estlands, die ihm 1950 Lehrverbot am Konservatorium erteilten. Erst nach der Entstalinisierung wurde ihm 1958 wieder die Lehrerlaubnis erteilt. Von 1967 bis 1994 unterrichtete Lepnurm an der Estnischen Musikakademie (EMA).
Ab 1933 trat Lepnurm als Solist in zahlreichen Orgelkonzerten in Estland und im Ausland auf. Daneben schrieb er mehrere Bücher zur Geschichte des Orgelbaus und zur Orgelkultur. Er galt als Experte für Alte Musik. Während des Zweiten Weltkriegs begann er auch selbst zu komponieren. Bekannt sind unter anderem seine drei Kantaten, ein Orgel- (1956) und ein Klavierkonzert, Stücke für Chor und Orgel sowie seine Sonate für Cello und Orgel. 1974 erhielt Lepnurm den Titel eines Volkskünstlers der Estnischen Sozialistischen Sowjetrepublik.